# Serrat de la Bassa Blanca
El Serrat de la Bassa Blanca és un serrat a cavall dels termes municipals de Castellcir i de Castellterçol, a la comarca del Moianès.

El Serrat de la Bassa Blanca, respecte del terme de Castellcir

Està situat a l'extrem nord-est del terme de Castellterçol i en el sud-oest del de Castellcir. S'estén des de migdia de la masia de la Serradora, on enllaça amb el Serrat del Cau dels Garrics, fins als Camps del Cau del Toixó, al sud-oest de la masia del Verdeguer.

## Etimologia
Aquest serrat pren el nom de la Bassa Blanca, una gran bassa situada en el sector meridional del serrat.